# 韩福元泡
韩福元泡是一个位于中国吉林省大安县的湖泊，面积约为2.5平方千米，平均水深约为1.5米。